# Aleksandr Grigoryev
Aleksandr Nikolayevich Grigoryev  (né le 12 novembre 1955 à Leningrad) est un athlète russe, spécialiste du saut en hauteur.

## Biographie
Concourant sous les couleurs de l'URSS, il termine au pied du podium des Championnats d'Europe en salle de 1975.
Le 5 juin 1977, à Riga, Aleksandr Grigoryev devient le premier athlète européen à franchir la barre des 2,30 m au saut en hauteur, améliorant d'un centimètre le record d'Europe détenu depuis 1976 par le Polonais Jacek Wszoła.
En 1978, il se classe quatrième des championnats d'Europe en salle, avant de remporter la médaille d'argent des championnats d'Europe en plein air, à Prague, devancé par son compatriote Vladimir Yashchenko.
Il termine troisième de la coupe du monde des nations 1979 et huitième des Jeux olympiques de 1980 à Moscou.
Il s'adjuge par ailleurs cinq titres nationaux en plein air en 1975, 1977, 1978, 1979 et 1981.

### Palmarès
| Date | Compétition                    | Lieu     | Résultat | Performance |
| ---- | ------------------------------ | -------- | -------- | ----------- |
| 1975 | Championnats d'Europe en salle | Katowice | 4e       | 2,19 m      |
| 1978 | Championnats d'Europe en salle | Milan    | 4e       | 2,25 m      |
| 1978 | Championnats d'Europe          | Prague   | 2e       | 2,28 m      |
| 1979 | Coupe du monde des nations     | Montréal | 3e       | 2,24 m      |
| 1980 | Jeux olympiques                | Moscou   | 8e       | 2,21 m      |

### Records
| Épreuve         | Épreuve   | Performance | Lieu | Date        |
| --------------- | --------- | ----------- | ---- | ----------- |
| Saut en hauteur | Plein air | 2,30 m      | Riga | 5 juin 1977 |
| Saut en hauteur | Salle     |             |      |             |